# 八幡警察署
八幡警察署（やわたけいさつしょ）は、京都府警察が管轄する警察署の一つである。

## 所在地
- 京都府八幡市八幡五反田37-8

## 管轄区域
- 八幡市（八幡地区飛地と内里地区飛地を除く。八幡地区飛地は伏見署管轄、内里地区飛地は田辺署管轄）

## 沿革
- 1993年（平成5年）：田辺警察署から分離新設（田辺警察署八幡警部派出所からの昇格）。
- 2006年（平成18年）4月1日：伏見警察署と宇治警察署が管轄している八幡市の飛地の区域を新たに管轄に加えた。
- 2009年（平成21年）4月：管轄区域内4番目の交番として美濃山交番を開設。
- 2011年（平成23年）4月：男山交番の建て替え工事竣工。
- 2013年（平成25年）7月：管轄区域内5番目の交番として八幡市駅前交番を開設[1]。

## 内部組織
- 会計課 - 会計係
- 警務課 - 警務係、留置管理係、犯罪被害者支援係、広聴・相談係
- 生活安全課 - 生活安全係、人身安全・少年係
- 地域課 - 地域第一係、地域第二係、地域第三係、地域管理係
- 刑事課 - 捜査管理係、強行・盗犯係、知能・組織犯罪対策係
- 交通課 - 交通指導係、交通事故捜査係
- 警備課 - 警備係

## 交番
（ ）の中は所在地。
- 橋本交番（八幡市橋本北ノ町55）
- 男山交番（八幡市男山八望3-3）
- 都々城交番（八幡市上津屋石ノ塔42）
- 美濃山交番（八幡市欽明台西50-1）
- 八幡市駅前交番（八幡市八幡高坊34）
- 署所在地 （八幡警察署内）

## 駐在所
なし

## 検問所
- 八幡検問所

## 主な未解決事件
なし